# Bentheim-Alpen
Bentheim-Alpen fou una efímera branca dels comtes de Bentheim, formada a la mort d'Arnold III de Bentheim-Steinfurt, per divisió entre els seus fills, i que va tenir com únic sobirà al comte Frederic Ludolf (1606-1629); a la seva mort sense fills mascles la branca va retornar a Bentheim-Steinfurt on governava Arnold Jobst.